# Rectoria d'Espinavessa
La Rectoria d'Espinavessa és una casa de Cabanelles (Alt Empordà) inclosa a l'Inventari del Patrimoni Arquitectònic de Catalunya.

## Descripció
Situada al sud-est del nucli urbà de la població de Cabanelles, dins del nucli urbà del veïnat d'Espinavessa, al carrer de la Font.
Edifici entre mitgeres de planta rectangular, amb la coberta de teula de dos vessants i distribuït en planta baixa, pis i golfes. Actualment, damunt de la coberta s'hi ha afegit un altell de nova planta. Totes les obertures presents a l'edifici són rectangulars, algunes d'elles restituïdes o bé arranjades. La façana principal presenta un portal d'accés amb els brancals bastits amb carreus de pedra ben desbastats i la llinda plana monolítica, gravada amb la data 1792. S'hi accedeix mitjançant una doble escala i rampa de pedra adossada al parament, que salva el desnivell entre el carrer i la planta baixa de la construcció. Al costat del portal hi ha una petita finestra bastida en pedra desbastada. Al pis hi ha dues finestres balconeres bastides en maons i amb les llindes de pedra, delimitades per simples baranes de ferro damunt d'ampits motllurats. A les golfes hi ha tres senzilles finestres rectangulars amb els emmarcaments en pedra.
La construcció està bastida en pedra sense treballar disposada irregularment i lligada amb abundant morter de calç, que alhora revesteix el parament.

## Història
La Rectoria d'Espinavessa és edificada vers el final del segle xviii, tal como ho testimonia la llinda de la porta principal, on hom pot llegir l'any 1792.
Cap a finals del 2008, el cuiner Jordi Rollán la reconvertí en restaurant, anomenant-la La Rectoria Restaurant.